# Amarna Grab 7
Bei dem Grab 7 in der Nekropole der mittelägyptischen Stadt Amarna handelt es sich um das Grab des Parennefer, der als Königlicher Mundschenk mit reinen Händen ein wichtiger Würdenträger am Hof in Achet-Aton war. Die Grabanlage, die zur südlichen Gräbergruppe gehört, wurde nie fertig gestellt. Es gibt eine in den Fels gehauene Grabkapelle, die auch zum Teil dekoriert ist, doch fehlt eine Grabkammer.
Das Grab hat einen kleinen Hof mit einer dekorierten Fassade. Es folgt ein Durchgang zu einer Querhalle. Ein zweiter Durchgang von der Querhalle führt zu weiteren Räumen, die jedoch nie angelegt wurden. An der nördlichen Seite der Querhalle finden sich zwei kleinere undekorierte Räume. Nur die Querhalle ist mit Reliefs dekoriert.
Die Grabfassade zeigt dreimal die königliche Familie von Amarna: Echnaton, Nofretete und deren Töchter. Über dem Eingang, aber auch links und rechts vom Eingang, sind sie jeweils dargestellt, wie sie den Sonnengott Aton in Gestalt der Sonnenscheibe anbeten. An den Wänden vom Durchgang zur Querhalle sieht man Parennefer beim Gebet. Der begleitende Text ist eine Hymne an Aton. Auf der gegenüberliegenden Seite sieht man die Königsfamilie vor der Sonnenscheibe.
Die Hauptszene des Grabes findet sich in der Querhalle auf der Westwand. Hier sieht man, wie Parennefer vom Königspaar belohnt wird. Echnaton und Nofretete stehen im Erscheinungsfenster. Vor ihnen stehen Reihen von Beamten, darunter auch Parennefer, der mit Ehrengold behangen ist. Hinter dem Erscheinungsfenster sieht man den königlichen Palast. In der Mitte stehen die sechs Töchter des Königspaares, Meritaton, Maketaton, Anchesenpaaton, Neferneferuaton tascherit, Neferneferure und Setepenre. Dahinter folgt die Darstellung der Schwester der Nofretete, Mutnedjmet.
Auf der Ostwand der Querhalle sieht man Echnaton bei einer Audienz. Er sitzt unter einem Baldachin. Vor ihm befinden sich zwei Beamte, dahinter zahlreiche Geschenke, aber auch Musikanten.

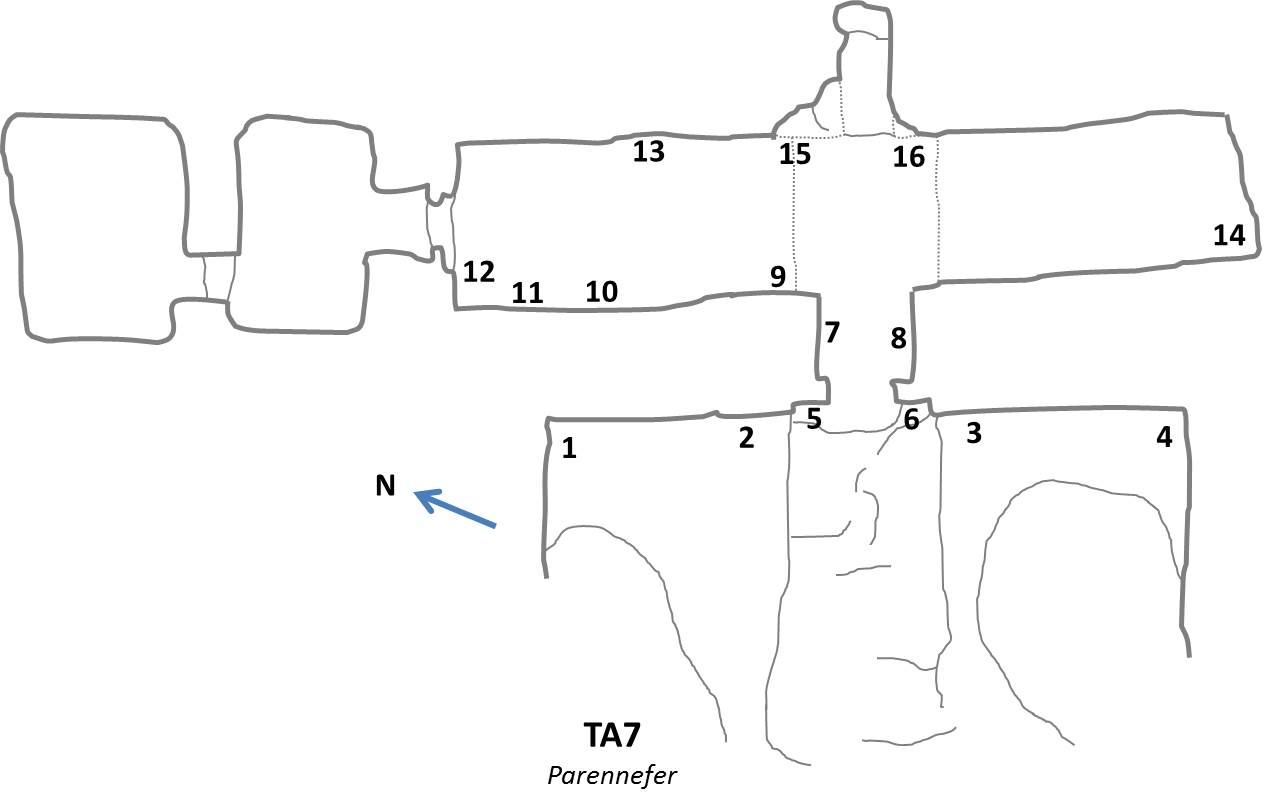
Grundriss des Grabes
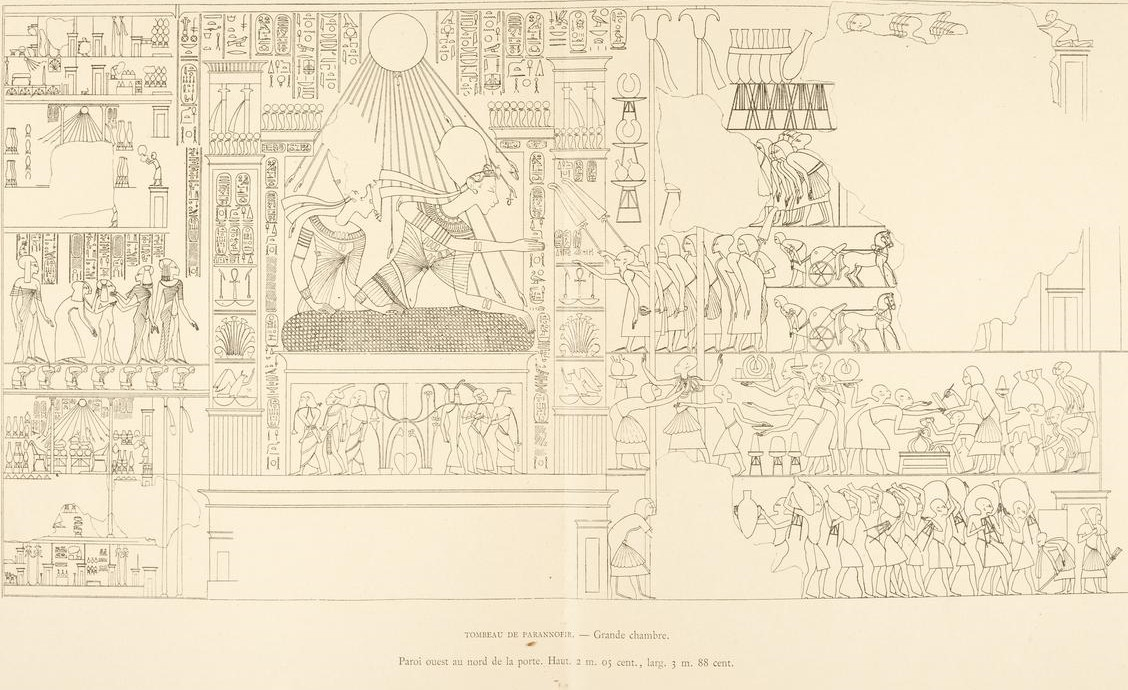
Szene aus dem Grab
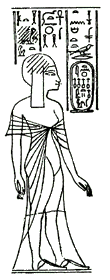
Mutnedjmet